# 劉天麒
劉天麒（1470年—？年），字仁徵。廣西承宣布政使司桂林府臨桂縣（今屬廣西壯族自治區桂林市）人，明朝政治人物。

## 生平
弘治二年（1489年）己酉科廣西鄉試解元。弘治十五年（1502年）中式壬戌科二甲第六十三名進士。授工部主事，任呂梁分司。
劉天麒不屈從宦官勢力，遇見宦官時不行禮，因而得罪劉瑾，被捕下詔獄，貶為貴州安莊驛驛丞，卒於任。嘉靖初年，回復原官，賜祭。

## 家族
曾祖劉達；祖父劉淙；父劉俸，母邢氏。慈侍下。